# Костенківсько-авдіївська культура
 Косте́нківсько-авді́ївська культура — археологічна культура пізньої давньокам'яної доби. 
Науково датується 22 000-19 000 роками до Христа. Дитина з Костенків-18 датована віком у 21020±180 років тому.  

## Походження
Четверта в часі археологічна культура в Подонні після стрілецької, тельманської і городцовської. Входить у так звану Костенківсько-вілендорфську єдність, тобто коло пам'яток, або культур пізньої даньокам'яної доби Центральної й Західної Європи, об'єднаних рядом загальних рис матеріальної і духовної культур.
Населення культури складалося як з місцевих прибульців з Криму (стрілецька культура) і Кавказу (городцовська культура), що вже стали місцевим народом, так і з новоприбулих мисливців з Моравії, що в походах за тваринами перейшли через долини Вісли, Прип'яті й Десни в Подоння і заклали основу матеріальної культури місцевого племені.

## Пам'ятки
Головні пам'ятки: Костенки 1/1, 13, 14, 18, Авдійове під Курськом, Бердиж (горішнє Подніпров'я у Гомельській області), Зарайськ (Московська область), Карачаровська стоянка (Володимирська область), Новгород-Сіверська стоянка (Чернігівська область), Хотильове (Брянська область).

## Житла
Для Костенківсько-авдіївської культури характерні своєрідні житлові комплекси, які сполучать у собі відкриті житлові майданчики з рядом вогнищ по довгій осі, оточених спальними землянками і ямами-сховищами.

## Вироби
Характеризується наконечниками списів з бічними виїмками, ножами з обушком, різцями, свердлами, наконечниками листоподібної форми й іншим знаряддями.
Культура залишила багато прекрасних, багато орнаментованих виробів з кістки й ікла. Серед численних знахідок дрібної пластики з кістки й мергелю найпоширенішими є антропоморфні (палеолітичні венери) й зооморфні фігурки.